# Loui Eriksson
Loui William Eriksson (Gotemburgo, 17 de julio de 1985) es un jugador de hockey sobre hielo profesional sueco que actualmente juega para el Frölunda HC de la Swedish Hockey League (SHL).
Eriksson fue seleccionado por los Dallas Stars en la segunda ronda, 33º en general, en el 2003 NHL Entry Draft, y también ha jugado para los Boston Bruins, Vancouver Canucks y Arizona Coyotes de la National Hockey League (NHL).

## Carrera como jugador
Eriksson comenzó a jugar para Lerums BK a una edad temprana y se destacó rápidamente entre los demás de su edad. A los 11 años, ya jugaba con el equipo sub-16. Su talento fue reconocido por el entrenador Joshua Clemas en varios torneos, y finalmente se unió al equipo junior de Frölunda HC.
La carrera profesional de Eriksson comenzó en la primera división Elitserien, donde jugó para Frölunda, a veces enfrentándose a su futuro compañero de equipo de los Boston Bruins, Carl Söderberg, cuando jugaba contra los Malmö Redhawks durante sus dos primeras temporadas con Frölunda. Eriksson ganó el premio al Novato del Año en 2004 a la edad de 18 años después de anotar ocho goles y cinco asistencias en 46 juegos. Un año después, Eriksson anotó cinco goles y nueve asistencias en 39 juegos, ayudando a Frölunda a ganar el campeonato sueco de hockey sobre hielo (SM-guld).

### Dallas Stars

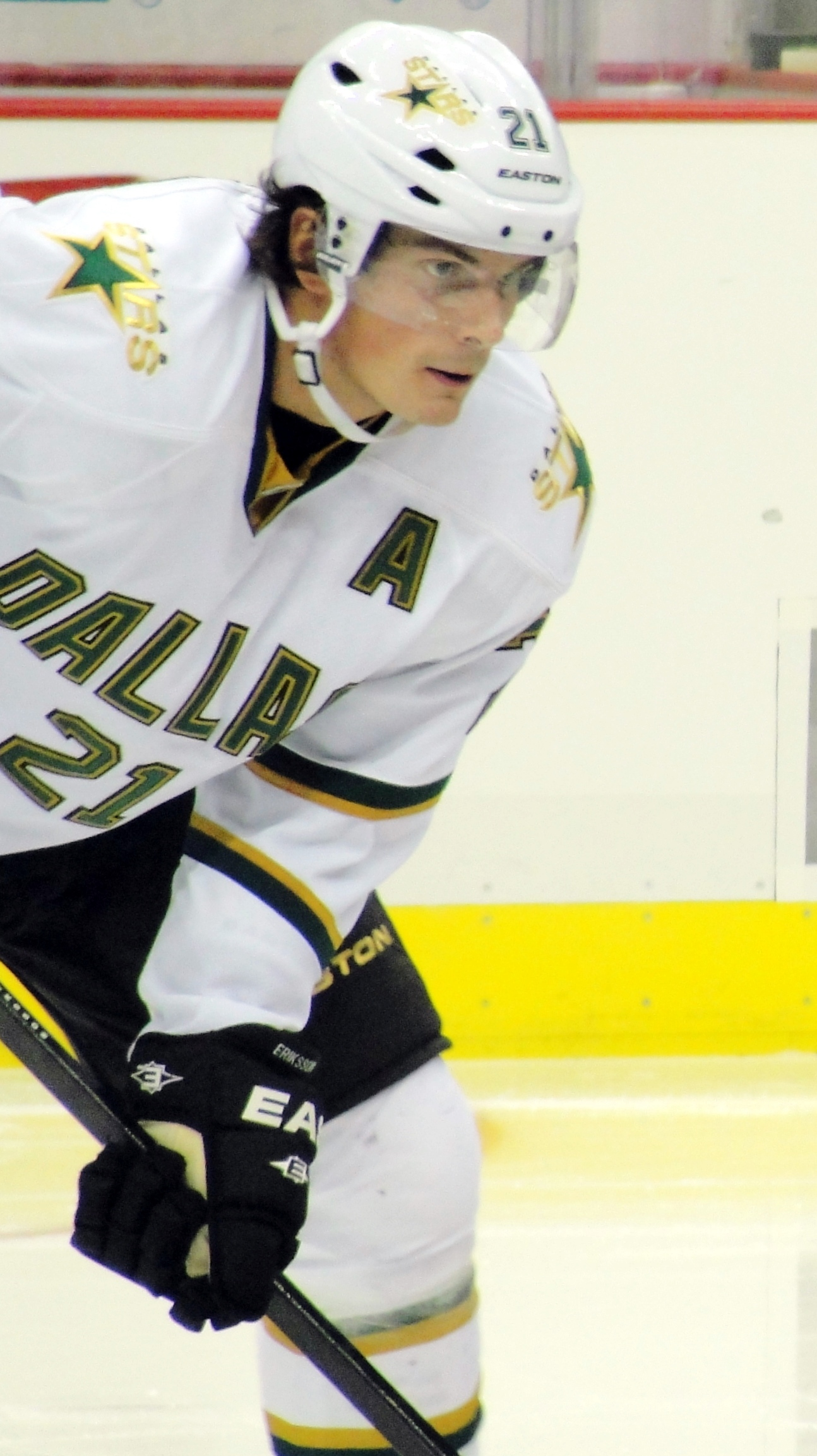
Eriksson con los Stars en noviembre de 2011

En el 2003 NHL Entry Draft, los Dallas Stars eligieron a Eriksson en la segunda ronda con la 33ª selección general. Después de jugar su segunda temporada con Frölunda, Eriksson se mudó a América del Norte y apareció en dos juegos de pretemporada para Dallas en 2005. Su debut profesional en América del Norte fue el 6 de octubre de 2005 con el afiliado de los Stars en la American Hockey League (AHL), los Iowa Stars, en un juego donde Eriksson logró su primera asistencia y punto de la temporada.
El primer gol de Eriksson en la NHL fue en su debut, el 4 de octubre de 2006, contra los Colorado Avalanche. Dos años después, tuvo una temporada destacada en 2008–09, donde lideró a los Stars con 36 goles, ubicándose quinto en el Oeste y 12º en general en anotación de goles. Fue uno de los tres únicos jugadores de los Stars en jugar los 82 juegos de la temporada. Antes de la temporada siguiente, el 2 de octubre de 2009, fue reconocido como una fuerza ofensiva significativa del ataque de los Stars al firmar una extensión de contrato por seis años valorada en $25.5 millones.
Eriksson participó en su primer NHL All-Star Game en 2011. Tuvo un gol y dos asistencias, así como el gol ganador final en un arco vacío, liderando a todos los jugadores con cuatro puntos (igualado solo por Shea Weber con cuatro asistencias).

### Boston Bruins

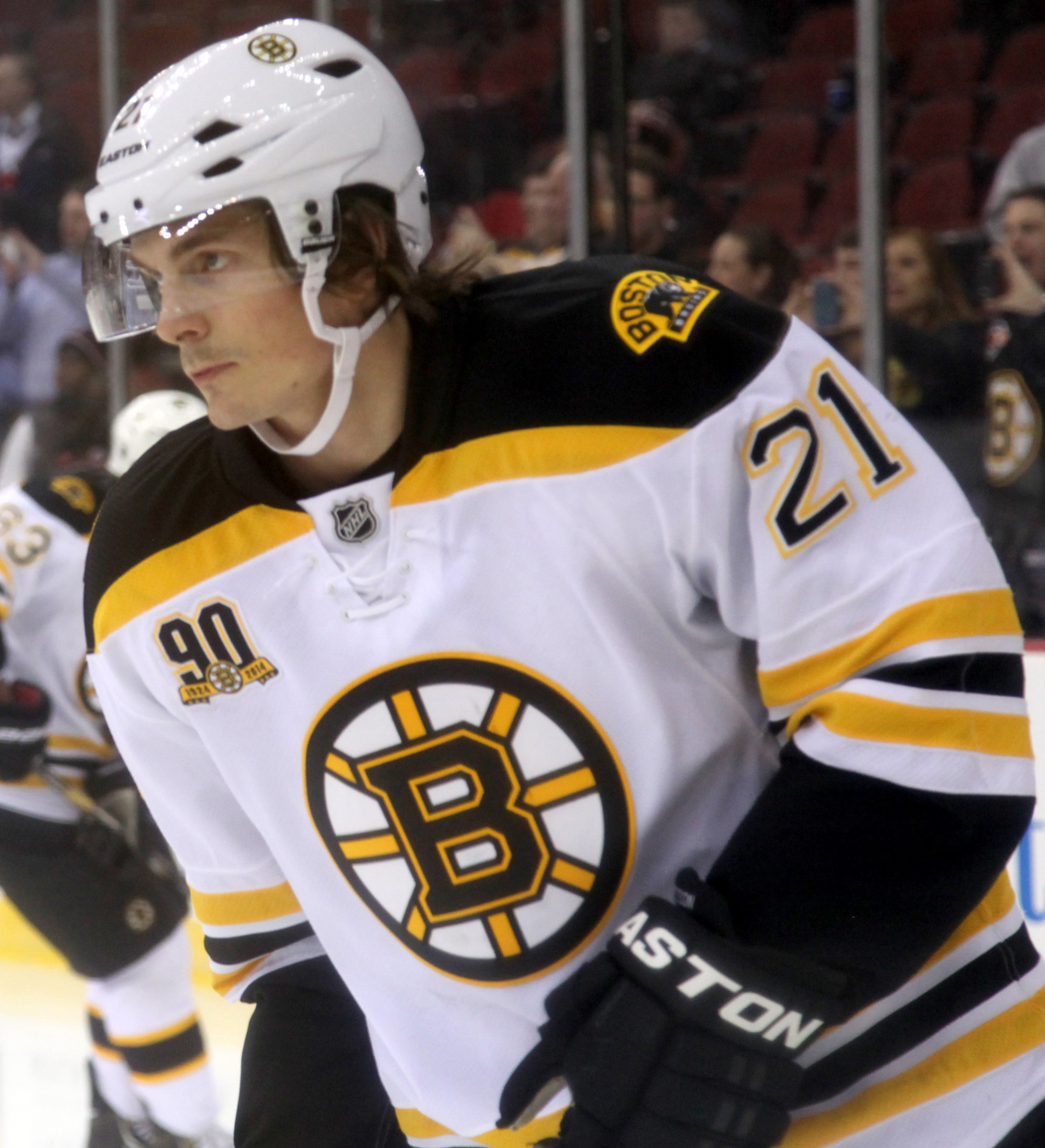
Eriksson en marzo de 2014

El 4 de julio de 2013, Eriksson, junto con los prospectos Joseph Morrow, Reilly Smith y Matt Fraser, fue cambiado por los Stars a los Boston Bruins a cambio de Tyler Seguin, Rich Peverley y Ryan Button. En una primera temporada en Boston plagada de lesiones, después de dos conmociones cerebrales por golpes de John Scott de los Buffalo Sabres y Brooks Orpik de los Pittsburgh Penguins, Eriksson terminó la temporada 2013–14 con 10 goles y 27 asistencias para 37 puntos en 61 juegos, encontrando química con el centro y compatriota sueco Carl Söderberg.
Durante la temporada 2015–16, el 13 de febrero de 2016, Eriksson anotó su gol número 200 en la NHL, como el tercer gol de los Bruins hacia una victoria por 4–2 como visitante contra los Minnesota Wild.

### Vancouver Canucks
El 1 de julio de 2016, Eriksson firmó un contrato de seis años por $36 millones con los Vancouver Canucks. Eriksson previamente había tenido éxito con Henrik y Daniel Sedin en torneos internacionales. Hizo su debut con los Canucks el 15 de octubre de 2016, contra los Calgary Flames, donde anotó un autogol. Con la portería vacía de Vancouver debido a una penalización retrasada por los Flames y enfrentando la presión de los jugadores atacantes, Eriksson intentó despejar el puck en su propia zona, pero un error de cálculo en el calor del momento llevó el puck a la red de los Canucks. Sin embargo, Vancouver ganaría 2–1 en los penales, con Eriksson obteniendo una asistencia en el gol del empate. El 5 de marzo de 2017, Eriksson sufrió una lesión en la rodilla que terminó con su temporada después de una colisión con el delantero de los Anaheim Ducks, Chris Wagner. Eriksson terminó una primera temporada decepcionante con los Canucks con 11 goles y 13 asistencias en 65 juegos.
Eriksson tendría otra temporada desastrosa y plagada de lesiones con los Canucks en 2017-18, terminando con 23 puntos en 50 juegos.
Durante la temporada 2018-19, Eriksson pudo mantenerse saludable, pero solo anotó 29 puntos en 81 juegos.
El 10 de febrero de 2021, Eriksson fue puesto en waivers.

### Arizona Coyotes
El 23 de julio de 2021, Eriksson fue cambiado, junto con Jay Beagle, Antoine Roussel, una primera ronda del Draft de la NHL 2021, una segunda ronda del Draft de la NHL 2022 y una séptima ronda del Draft de la NHL 2023, a los Arizona Coyotes a cambio de Oliver Ekman-Larsson y Conor Garland.
El 6 de diciembre de 2021, Eriksson jugó su partido número 1000 en la NHL en una derrota por 4-1 contra su antiguo equipo, los Dallas Stars.

### Regreso a Frölunda
Después de no ser firmado durante la temporada baja de la NHL, Eriksson volvió a firmar con Frölunda el 10 de noviembre de 2022, marcando su regreso a la SHL después de 17 años en América del Norte.

## Estadísticas de carrera

### Temporada regular y playoffs
| 2000–01           | Västra Frölunda HC | J18 Allsv         | 9     | 5   | 3   | 8   | 4   | —  | — | — | —  | —  |
| 2000–01           | Västra Frölunda HC | J20               | 1     | 0   | 0   | 0   | 0   | —  | — | — | —  | —  |
| 2001–02           | Västra Frölunda HC | J18 Allsv         | 1     | 1   | 0   | 1   | 0   | 3  | 2 | 1 | 3  | 0  |
| 2001–02           | Västra Frölunda HC | J20               | 35    | 7   | 15  | 22  | 2   | 5  | 0 | 2 | 2  | 2  |
| 2002–03           | Västra Frölunda HC | J20               | 30    | 16  | 15  | 31  | 10  | 6  | 5 | 3 | 8  | 2  |
| 2002–03           | Västra Frölunda HC | J18 Allsv         | —     | —   | —   | —   | —   | 2  | 1 | 1 | 2  | 2  |
| 2003–04           | Västra Frölunda HC | SEL               | 46    | 8   | 5   | 13  | 4   | 10 | 1 | 5 | 6  | 0  |
| 2004–05           | Frölunda HC        | SEL               | 39    | 5   | 9   | 14  | 4   | 12 | 0 | 0 | 0  | 0  |
| 2005–06           | Iowa Stars         | AHL               | 78    | 31  | 29  | 60  | 27  | 7  | 2 | 5 | 7  | 0  |
| 2006–07           | Iowa Stars         | AHL               | 15    | 5   | 3   | 8   | 13  | 9  | 2 | 5 | 7  | 0  |
| 2006–07           | Dallas Stars       | NHL               | 59    | 6   | 13  | 19  | 18  | 4  | 0 | 1 | 1  | 0  |
| 2007–08           | Dallas Stars       | NHL               | 69    | 14  | 17  | 31  | 28  | 18 | 4 | 4 | 8  | 8  |
| 2007–08           | Iowa Stars         | AHL               | 2     | 1   | 2   | 3   | 2   | —  | — | — | —  | —  |
| 2008–09           | Dallas Stars       | NHL               | 82    | 36  | 27  | 63  | 14  | —  | — | — | —  | —  |
| 2009–10           | Dallas Stars       | NHL               | 82    | 29  | 42  | 71  | 26  | —  | — | — | —  | —  |
| 2010–11           | Dallas Stars       | NHL               | 79    | 27  | 46  | 73  | 8   | —  | — | — | —  | —  |
| 2011–12           | Dallas Stars       | NHL               | 82    | 26  | 45  | 71  | 12  | —  | — | — | —  | —  |
| 2012–13           | HC Davos           | NLA               | 7     | 3   | 3   | 6   | 0   | —  | — | — | —  | —  |
| 2012–13           | Dallas Stars       | NHL               | 48    | 12  | 17  | 29  | 8   | —  | — | — | —  | —  |
| 2013–14           | Boston Bruins      | NHL               | 61    | 10  | 27  | 37  | 6   | 12 | 2 | 3 | 5  | 4  |
| 2014–15           | Boston Bruins      | NHL               | 81    | 22  | 25  | 47  | 14  | —  | — | — | —  | —  |
| 2015–16           | Boston Bruins      | NHL               | 82    | 30  | 33  | 63  | 12  | —  | — | — | —  | —  |
| 2016–17           | Vancouver Canucks  | NHL               | 65    | 11  | 13  | 24  | 8   | —  | — | — | —  | —  |
| 2017–18           | Vancouver Canucks  | NHL               | 50    | 10  | 13  | 23  | 4   | —  | — | — | —  | —  |
| 2018–19           | Vancouver Canucks  | NHL               | 81    | 11  | 18  | 29  | 22  | —  | — | — | —  | —  |
| 2019–20           | Vancouver Canucks  | NHL               | 49    | 6   | 7   | 13  | 12  | 10 | 0 | 0 | 0  | 6  |
| 2020–21           | Vancouver Canucks  | NHL               | 7     | 0   | 1   | 1   | 2   | —  | — | — | —  | —  |
| 2021–22           | Arizona Coyotes    | NHL               | 73    | 3   | 16  | 19  | 6   | —  | — | — | —  | —  |
| 2022–23           | Frölunda HC        | SHL               | 34    | 11  | 8   | 19  | 10  | 13 | 4 | 3 | 7  | 2  |
| Totales en la SHL | Totales en la SHL  | Totales en la SHL | 119   | 24  | 22  | 46  | 18  | 35 | 5 | 8 | 13 | 2  |
| Totales en la NHL | Totales en la NHL  | Totales en la NHL | 1,050 | 253 | 360 | 613 | 200 | 44 | 6 | 8 | 14 | 18 |

### Internacional
| Year          | Team          | Event         | Result            |    | GP | G  | A  | Pts | PIM |
| ------------- | ------------- | ------------- | ----------------- | -- | -- | -- | -- | --- | --- |
| 2003          | Suecia        | U18           | 5to               | 6  | 5  | 2  | 7  | 12  |     |
| 2004          | Suecia        | WJC           | 7mo               | 6  | 1  | 1  | 2  | 2   |     |
| 2005          | Suecia        | WJC           | 6to               | 6  | 2  | 3  | 5  | 0   |     |
| 2009          | Suecia        | WC            | Medalla de bronce | 9  | 3  | 4  | 7  | 0   |     |
| 2010          | Suecia        | OG            | 5to               | 4  | 3  | 1  | 4  | 0   |     |
| 2011          | Suecia        | WC            | Medalla de plata  | 9  | 3  | 1  | 4  | 2   |     |
| 2012          | Suecia        | WC            | 6to               | 8  | 5  | 8  | 13 | 2   |     |
| 2013          | Suecia        | WC            | Medalla de oro    | 10 | 5  | 5  | 10 | 0   |     |
| 2014          | Suecia        | OG            | Medalla de plata  | 6  | 2  | 1  | 3  | 0   |     |
| 2015          | Suecia        | WC            | 5to               | 8  | 4  | 6  | 10 | 0   |     |
| 2016          | Suecia        | WCH           | Medalla de bronce | 4  | 1  | 0  | 1  | 0   |     |
| 2019          | Suecia        | WC            | 5to               | 8  | 1  | 3  | 4  | 0   |     |
| Junior totals | Junior totals | Junior totals | Junior totals     | 18 | 8  | 6  | 14 | 14  |     |
| Senior totals | Senior totals | Senior totals | Senior totals     | 66 | 27 | 29 | 56 | 4   |     |